# Michel Crémadès
Michel Crémadès (23 maart 1955) is een Frans acteur.
Hij heeft al verschillende rollen vertolkt in kleinere series, maar ook in grotere films. Alvorens zich in een film- en theatercarrière te storten, speelde hij in 1982 mee in de televisieserie "Petit Théâtre de Bouvard". Hij speelde mee in onder andere Les Ripoux, Promotion Canapé, Les Couloirs du Temps en Astérix et Obélix: Mission Cléopatra.

## Theater
- 2008 : Le Chalet de l'horreur de la trouille qui fait peur van Patricia Levrey, met regie van Michel Crémadès (Festival van Avignon)
- 2008 : Croque monsieur van Marcel Mithois, met regie van Alain Sachs
- 2007 : La Dame de chez Maxim van Georges Feydeau, met regie van Francis Perrin
- 2003-2004 : Devinez qui ? - (Les Dix petits nègres) van Agatha Christie ; met regie van Bernard Murat
- 2001 : La Jalousie de Sacha Guitry, met regie van Bernard Murat
- 1999 : Frédérick ou le Boulevard du crime van Éric-Emmanuel Schmitt,met regie van Bernard Murat
- 1999 : Du vent dans les branches de sassafras van René de Obaldia, met regie van Thomas Le Douarec
- 1998-1999 : Le Bel Air de Londres van Dion Boucicault, met regie van Adrian Brine
- 1996-1997 : Oscar de Pierre Magnier, met regie van Pierre Mondy
- 1994-1995 : Drôle de couple van Neil Simon, met regie van Bernard Murat
- 1993 : Silence en coulisses! van Michael Frayn, met regie van Jean-Luc Moreau
- 1992 : Le Grand Jeu van P. Hodara en B. Chapelle, met regie van Didier Colas
- 1991 : Les Cravates Léopard van Christian Dob, met regie van Eric Civanyan
- 1990 : Chez Marcel van Fanny Vallon
- 1989 : Les joyeuses et horrifiques faces du père Lalandevan J-M. Florensa
- 1984 : Les dieux sont tombés sur la tête, met regie van Michel Crémadès
- 1983 : Le rapin van Georges Saint-Yves
- 1982-1983 : Apocalypse Na!
- 1982 : Demain j'enlève le noir, sketches
- 1979 : Le Bois de lait van Dylan Thomas, met regie van Sacha Pitoeff

## Film

### Korte speelfilms
- 2008 : Water Comedie van Claude Dauguet
- 2006 : Ainsi soit skin van Antoine Dahan
- 2006 : Raging Ball van Nicolas Duval
- 2005 : Lucie van Frédéric Bouffety
- 2004 : Photomateurs van Pascal Tosi
- 2001 : Hôtel Paradise van Patrick Bossard
- 2000 : Petits joueurs van Chantal Farinelli
- 1999 : Espion 30 secondes van C. Charbit
- 1999 : Bill van E. Kruger
- 1999 : Quand on est amoureux, c'est merveilleux van Fabrice Du Welz
- 1999 : Banco van Patrick Bossard
- 1998 : Chronique d'un amour qui dure van Jamel Mokni
- 1998 : Peau de lapin van Mike Baudoncq
- 1998 : Ad Vitam aeternam van Claude Dauguet
- 1997 : Photo maton van Philippe Dorison
- 1995 : Obturations van Pascal Tosi
- 1995 : Jour de chance au batiment C van Lionel Gédébé
- 1994 : Le Bonheur a cloche-pied van Jacqueline Surchat
- 1992 : Tout petit déjà van David Carayon
- 1991 : Cinématograve van Tiéri Barié
- 1990 : Le Cafard et la reine van Rafa Viguer C. en Raphaël Viguer-Cébria
- 1989 : Ticket d'amour, tarif étudiant van Jean-Paul Paulin
- 1987 : Mer calme, sable agité van Philippe Rive
- 1986 : Michel... van Jean-Louis Cros
- 1985 : Temps variable van Anne Noury

### Lange speelfilms
- 2009 : Micmacs à tire-larigot van Jean-Pierre Jeunet, als Petit Pierre
- 2007 : Mariés ou presque... van Franck Llopis
- 2006 : Fracassés van Franck Llopis
- 2005 : Fragments van Franck Llopis
- 2002 : The Truth About Charlie van Jonathan Demme
- 2002 : Le Boulet de Alain Berbérian van Frédéric Forestier
- 2001 : Astérix et Obélix : Mission Cléopâtre van Alain Chabat
- 1999 : Le Prof van Alexandre Jardin
- 1997 : Les Couloirs du temps van Jean-Marie Poiré
- 1996 : Le secret de mon grand-père van Rafael Viguer
- 1995 : Hercule et Sherlock van Jeannot Szwarc
- 1993 : Profil bas de Claude Zidi
- 1992 : Fantômette" (televisieserie) van Christiane Spiero, Marco Pauly en Christiane Lehérissey
- 1990 : Promotion canapé van Didier Kaminka
- 1989 : Ripoux contre ripoux van Claude Zidi
- 1998 : Les cigognes n'en font qu'à leur tête van Didier Kaminka
- 1986 : Club de rencontres van Michel Lang
- 1986 : Conseil de famille van Costa-Gavras
- 1985 : Le Bonheur a encore frappé van Jean-Luc Trotignon
- 1985 : Le téléphone sonne toujours deux fois!! van Jean-Pierre Vergne
- 1984 : Les Ripoux van Claude Zidi
- 1973 : Y a-t-il un pirate sur l'antenne? van Jean-Claude Roy

## Televisie
- 2010 : CLIP "DU TEMPS"(Olivier Megaton)
- 2009 : CAMERA CAFE, NOUVELLE GENERATION - "Petit Papa Norbert" (Bruno Solo)
- 2007 : JOSEPHINE ANGE GARDIEN - "Loto Gagnant" (Pascal Heylbröeck)
- 2006 : PRÉJUDICES - "Circonstances Aggravantes" (Frédéric Berthe)
- 2005 : PERE ET MAIRE - "Une Seconde Chance" (Pascal Heylbroeck)
- 2005 : LE VOL DE LA JOCONDE (Fabrizio Costa)
- 2004 : NAVARRO - "Une Femme aux Abois" (José Pinheiro)
- 2002 : SAINT GERMAIN OU LA NÉGOCIATION (Gérard Corbiau)
- 2002 : L’EMMERDEUSE (Michaël Perrotta)
- 2000 : SUITE EN RÉ (Christian Faure)
- 1998 : FUGUE EN RÉ (Christian Faure)
- 1996 : JAMAIS DEUX SANS TOI... (Jean-Gilbert Caron)
- 1993 : KARINE ET ARI (Emmanuel Fonlladosa)
- 1993 : FANTOMETTE (Christiane Spiero)
- 1992 : POULET FERMIER (Philippe Triboit)
- 1992 : LÉO ET LÉA (Eric Cyvanian)
- 1992 : SYLVIE ET COMPAGNIE (Emmanuel Fonlladosa)
- 1992 : LA PATIENTE DE MAIGRET (Andrzej Kostenko)
- 1991 : SET ET MATCH (B. Guerdjou & D. Martin)
- 1991 : STATION CHARENTON (Franck Godard)
- 1991 : LÉON DURAS CHRONIQUEUR MONDAIN (R. Guyard)
- 1991 : 2 BIS RUE DE LA COMBINE (Igaal Niddam)
- 1991 : LES CRAVATES LÉOPARDS (Jean-Luc Trotignon)
- 1990 : LES TAUPES NIVEAUX (Jean-Luc Trotignon)
- 1990 : SOUS LE SIGNE DU POISSON (S. Pénard)
- 1990 : PARODY (Alain Savino)
- 1990 : LES RUBRIQUES DE CLAUDE SARRAUTE (M. Fossorier)
- 1989 : C'EST QUOI CE PETIT BOULOT (G-L. Polidoro)
- 1989 : DU RIFFIFI CHEZ LES MI LOURDS (Guy Jorre)
- 1989 : UNE TORTUE PEUT EN CACHER UNE AUTRES (J. Cros)
- 1988 : MARC ET SOPHIE
- 1988 : LES PIQUE ASSIETTE (M. Fossorier)
- 1988 : JEU, SET ET FEMME (P. Carpentier)
- 1988 : ROCK AROUND THE FRIC (J-L. Cros)
- 1988 : A FINE ROMANCE (Tom Wright)
- 1987 : DOUCE FRANCE (Nino Monti)
- 1987 : MYTHO FOLIES (Nino Monti)
- 1986 : POIVRE ET SEL (Paul Siegrist)
- 1986 : MAGUY
- 1986 : DEMAIN L'AMOUR (Emmanuel Fonlladosa)
- 1986 : HÔTEL DE POLICE (Emmanuel Fonlladosa)
- 1985 : MÉDECINS DE NUIT (Emmanuel Fonlladosa)
- 1985 : LA FAMILLE BARGEOT (D. Giuliani)
- 1985 : MADAME LE MAIRE (J-F. Claire)
- 1985 : LE JOUR DE GLOIRE N'EST PAS PRET D'ARRIVER (Claude Boissol)
- 1984 : FRANCKIE BOULEVARD (G. Cotto)
- 1984 : ALLO BÉATRICE (J. Besnard)
- 1984 : D'AMOUR ET D'EAU CHAUDE (Jean-Luc Trotignon)
- 1983 : BILLET DOUX (Michel Berny)
- 1983 : JUGE BOX (D. Tomasi)
- 1983 : D'HIER ET D'AUJOURD'HUI (Jacques Audouard)
- 1982 : SOS CHARLOTS (Jean-Paul Jaud)
- 1980-1982 : THÉÂTRE DE BOUVARD (Nino Monti)